# 티아테라-그레이트브리튼 그리스 정교회 관구 대교구

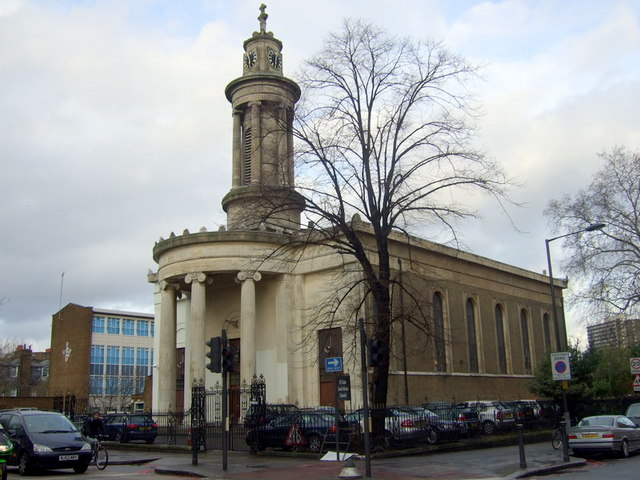

티아테라-그레이트브리튼 그리스 정교회 관구 대교구(영어: Greek Orthodox Archdiocese of Thyateira and Great Britain)는 동방 정교회 콘스탄티노폴리스 총대주교청 산하에 있는 교구이다. 1922년에 설립되었고, 현재 수좌 주교는 니키타스 룰리아스 대주교이다.

## 개요
영국, 아일랜드, 맨섬, 채널 제도에 거주하고 있는 정교회 교인과 사목구를 관할하고 있다. 교인의 민족 구성은 대부분 그리스계 키프로스인, 그리스 본토 출신 이주민과 그 후손들이고 최근에는 소수의 폴란드인, 벨라루스인, 우크라이나인과 영국 원주민의 개종자들도 존재한다. 대교구청은 영국 런던 티아테라 하우스에 소재하고 있다.

## 같이 보기
- 콘스탄티노폴리스 세계총대주교